# Instituto Gwangju de Ciencia y Tecnología
El    Instituto Gwangju de Ciencia y Tecnología, en inglés Gwangju Institute of Science and Technology (GIST), antes conocido como Instituto Kwangju de Ciencia y Tecnología (K-JIST), es un instituto líder orientado a la investigación situado en Gwangju, Corea del Sur. Los estudiantes en GIST pueden asistir a clases en el instituto y participar en la investigación.

## Historia
El GIST fue establecido por el gobierno de Corea del Sur en 1993 como una escuela de posgrado orientada a la investigación, que se centra en la tecnología y la educación. A pesar de su relativo pequeño tamaño, desde su creación el GIST ha avanzado de ser una universidad de postgrado desconocida en Corea del Sur, a ser una de las escuelas más prestigiosas del país y a nivel internacional, ocupando el primer lugar en el número de publicaciones por profesor en 2005. En 2010, el GIST inició su programa de pregrado. Hoy en día, el GIST continúa desarrollándose en una universidad de investigación de nivel mundial.

## Alumnado
A partir de mayo de 2012, el cuerpo estudiantil del GIST se compone de 1.286 estudiantes, con 293 de grado y 993 estudiantes de posgrado. Las mujeres representan el 20% de la licenciatura y el 28% del alumnado graduado.

## Departamentos

### Programa de Pregrado (Colegio GIST)
- División de Estudios Generales (estudiantes de primer y segundo año)
- Concentraciones Mayores (junior y senior):
- Ingeniería Eléctrica y Ciencias de la Computación de Concentración
- Concentración Química
- Concentración Física
- Concentración Ciencias de la Vida

### Programa de Grado (Escuela de Grado)
La Escuela de Grado del Instituto se organiza en cinco escuelas y tres departamentos.
- Escuela de Información y Comunicaciones
- Facultad de Ciencia de los Materiales e Ingeniería
- Escuela de Mecatrónica
- Escuela de Ciencias Ambientales e Ingeniería
- Facultad de Ciencias de la Vida
- Departamento de Materiales NanoBio y Electrónica
- Departamento de Fotónica y Física Aplicada
- Departamento de Ingeniería de Sistemas de Medicina

A pesar de que GIST es una universidad coreana, sus cursos se imparten en inglés (excepto las humanidades y ciencias sociales); las tesinas de Master de Ciencias y las tesis doctorales también están escritas en inglés. Además, los estudiantes admitidos se benefician de la exención de matrícula y solicitud de gratuidad. Además, todos los estudiantes son apoyados por un estipendio mensual, que debería ser suficiente para cubrir sus gastos básicos. Por último, el servicio militar según el mandato de Corea del Sur no se aplica para los estudiantes de doctorado coreanos del instituto.

## Campus
El Campos GIST está localizado en Gwangju.